# Meester van Frankfurt

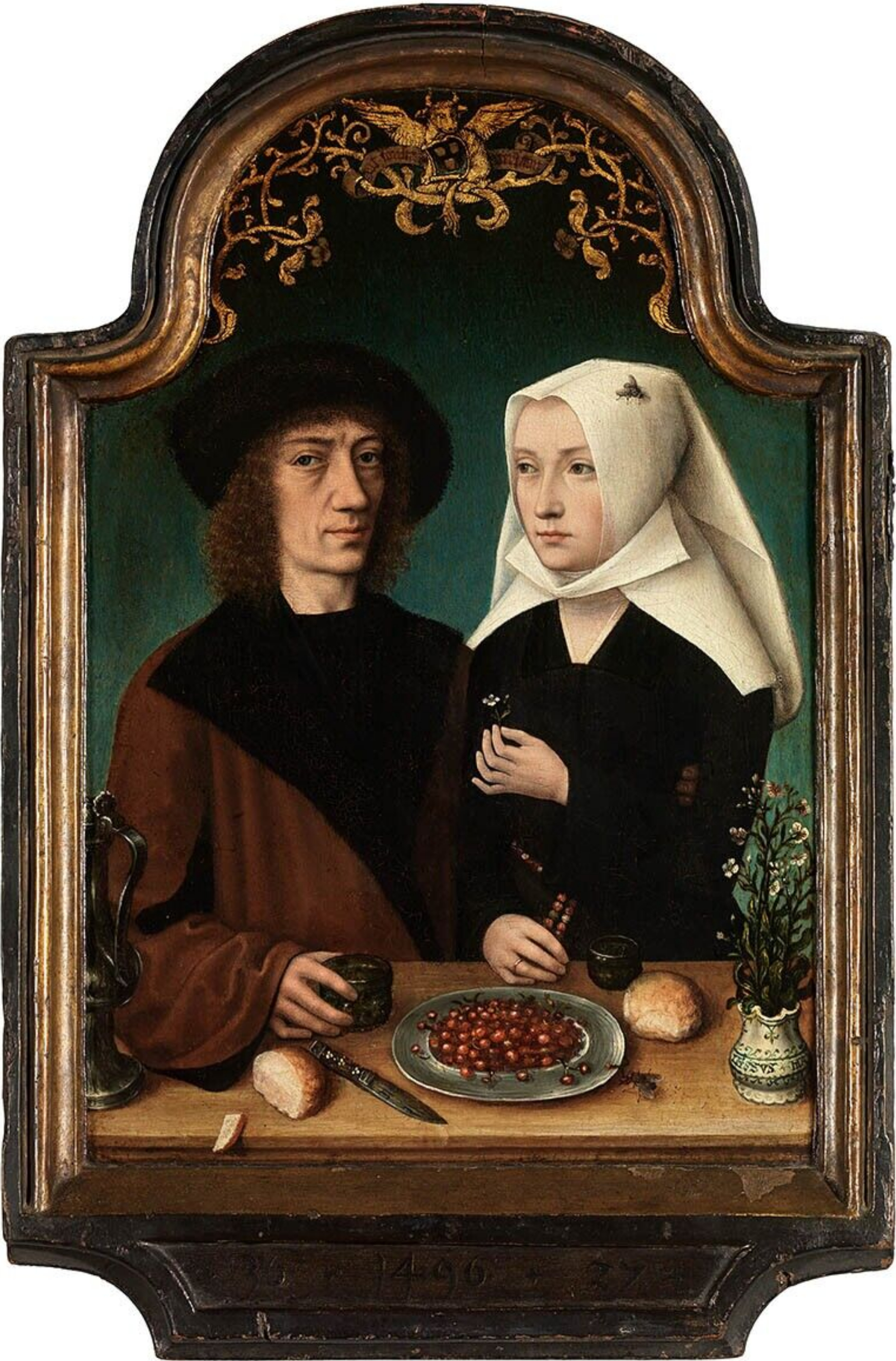
Zelfportret van de kunstenaar met zijn vrouw (1496).

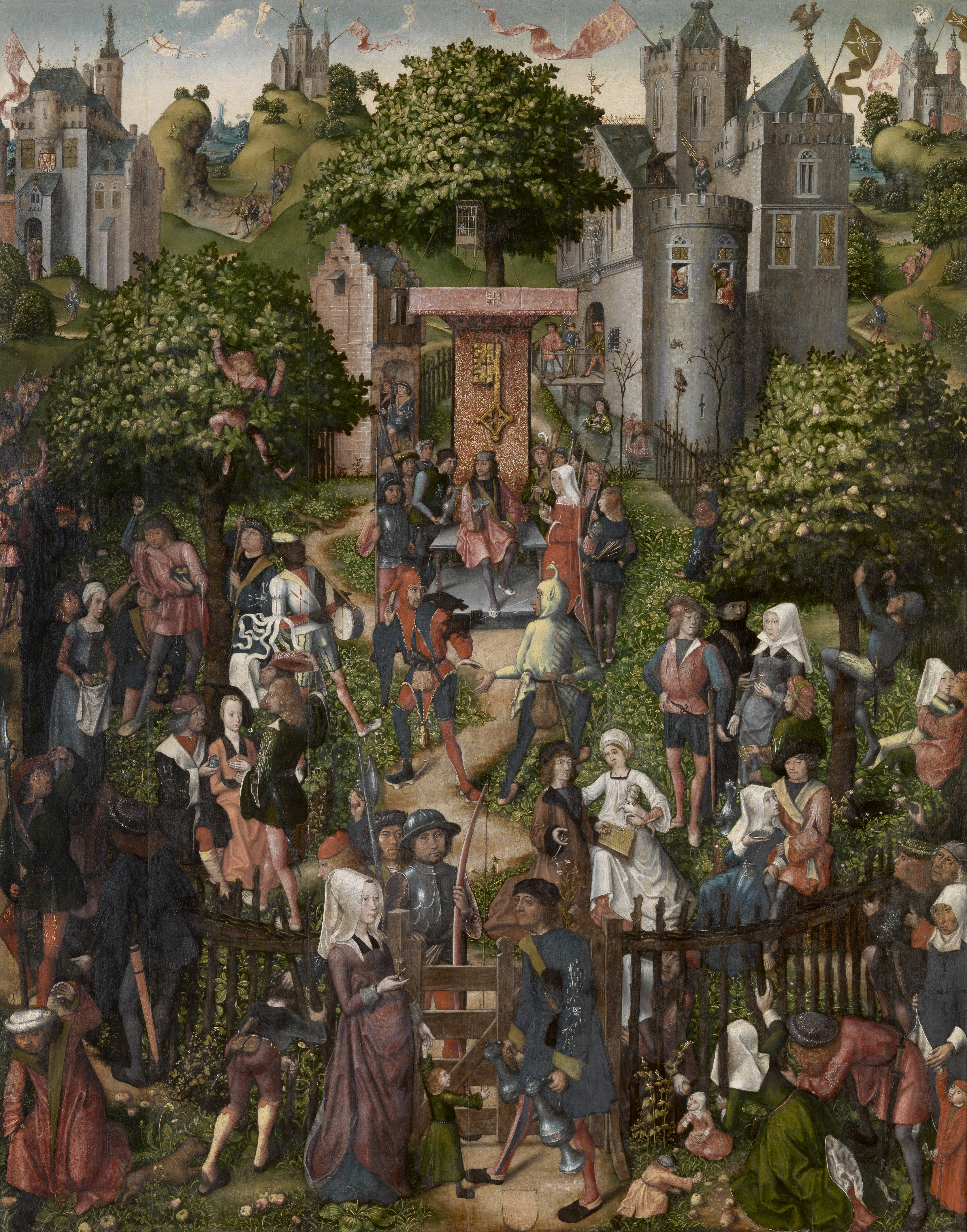
Het Schuttersfeest (1493)

De Meester van Frankfurt (1460 - ± 1533) is de noodnaam van een renaissanceschilder die vermoedelijk tussen ca. 1480 en 1518 in Antwerpen actief was. In werkelijkheid gaat het hier wellicht om dezelfde persoon als Hendrik van Wueluwe. Het pseudoniem Meester van Frankfurt had niets met de afkomst van de schilder te maken, maar met het feit dat zijn belangrijkste werken in Frankfurt am Main zijn verkocht.

## Biografie
Over het persoonlijke leven van de Meester van Frankfurt is vrijwel niets bekend. De stilistische overeenkomsten tussen zijn werk en dat van Hugo van der Goes doen wel vermoeden dat deze laatste de leermeester van de Meester van Frankfurt was. Vermoedelijk stond de Meester van Frankfurt aan het hoofd van een van de grootste kunstateliers van Antwerpen. Daarnaast was hij ook lid van het Sint-Lucasgilde, waar hij tevens gedurende zes ambtstermijnen de leiding heeft gehad indien hij inderdaad dezelfde persoon is als van Wueluwe. 
In de goudkleurige versiering boven in het zelfportret, hiernaast afgebeeld, staat Wt Jonsten versaemt, hetgeen vertaald kan worden met: uit vriendschap verenigd. Dit duidt erop dat de schilder lid was van de rederijkerskamer De Violieren, onderdeel van het Sint Lucas gilde in Antwerpen, aangezien dit haar devies is.

Let ook eens op de 2 geschilderde bromvliegen, op de hoofddoek van de vrouw en naast het bord; deze lijken zó levensecht dat je geneigd bent ze weg te slaan. Hierin toont zich de ware meester.
In het atelier van de Meester van Frankfurt zijn kopieën van allerlei werken van zijn voorgangers aangetroffen, zoals Van der Goes en Rogier van der Weyden.

## Werken
- In 1493 schilderde de Meester van Frankfurt een allegorisch werk genaamd Het Schuttersfeest.

- In 1496 maakte hij een portret van zichzelf samen met zijn vrouw, dat tegenwoordig in het Antwerpse Museum voor Schone Kunsten te bezichtigen is. Uit dit portret valt af te leiden dat de schilder op het moment dat hij het schilderij maakte 36 jaar oud was, en op grond hiervan is zijn geboortedatum gereconstrueerd.

- In 1505 werd het Annenaltar aan het dominicanenklooster in Frankfurt geschonken.

- Het Städel Museum is in het bezit van een triptiek waarop onder meer de kruisiging van Jezus Christus is afgebeeld[2].

- In de O.-L.-Vrouwhemelvaartkerk van Watervliet in het Meetjesland hangt de triptiek de 'Nood Gods' met een zelfportret van de schilder, geschilderd omstreeks 1520. Het werk is opgenomen in de Topstukkenlijst van de Vlaamse Gemeenschap.

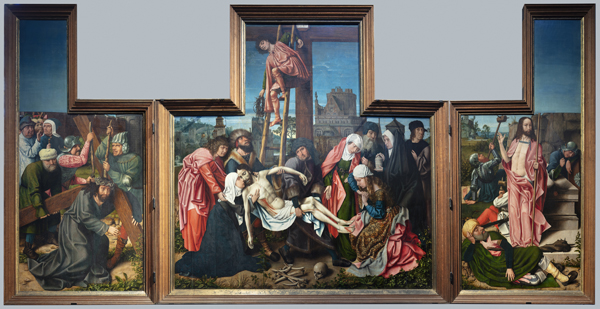
Nood Gods (Topstukkenlijst Vlaamse Gemeenschap)
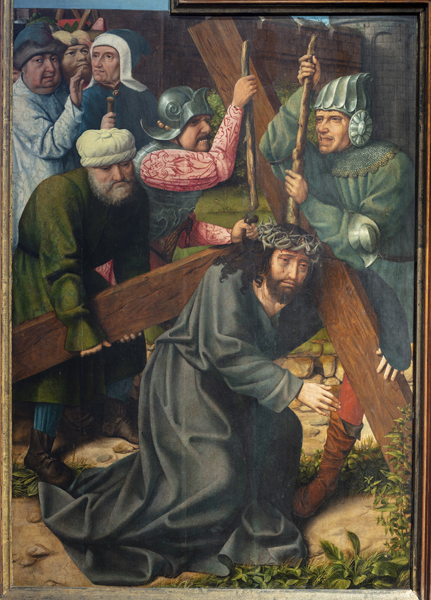
Linkerpaneel
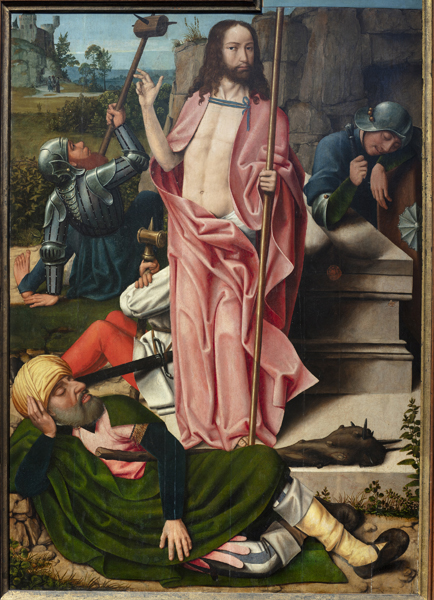
Rechterpaneel
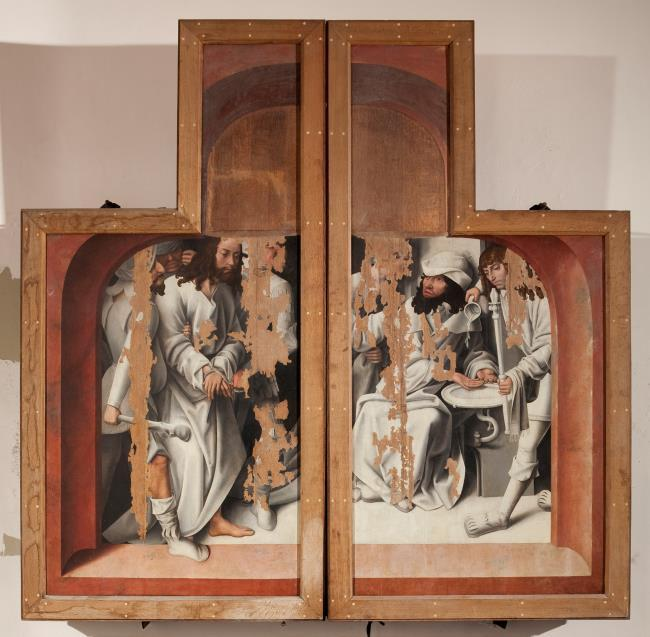
Buitenzijde (Christus voor Pilatus)
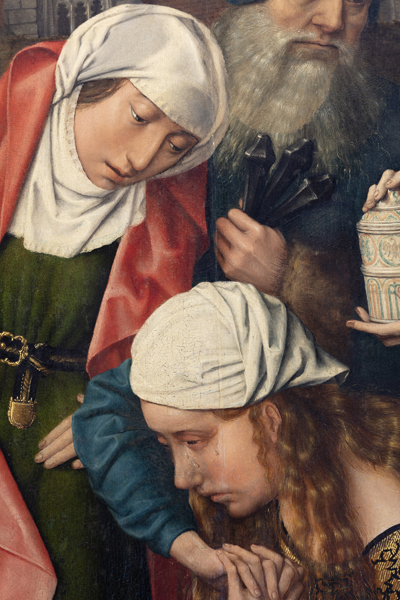
Detail